# Walka Leonard-Cushing
Walka Leonard-Cushing – amerykański film niemy z 1894 roku w reżyserii William K.L. Dickson